# برونو ريتايو
برونو دانييل ماري بول ريتايو (من مواليد 20 نوفمبر 1960) هو سياسي فرنسي شغل منصب وزير الداخلية منذ سبتمبر 2024. مثل أقليم فيندي في الجمعية الوطنية الفرنسية من 1994 إلى 1997، وفي مجلس الشيوخ من 2004 إلى 2024. وترأس مجموعة الجمهوريين في مجلس الشيوخ الفرنسي من 2014 إلى 2024. كما شغل منصب رئيس المجلس العام الإقليمي لفيندي من 2010 إلى 2015 و رئيس المجلس الإقليمي لبايي دو لا لوار من 2015 حتى 2017.
في 21 سبتمبر 2024، تم تعيينه وزيرًا للداخلية في حكومة بارنييه، خلفًا لجيرالد دارمانان.

## المواقف السياسية
يزعم برونو ريتايو أنه ينتمي إلى كنيسة يميني يدافع عن قيمه. وهو معارض مؤيد لإيمانويل ماكرون، ورفض أي يحدث حكومي مع حزب ماكرون الراشد، في عام 2022. انضمت إلى حكومة بارنييه الائتلافية من يمين مجتمع النهضة في عام 2024.

## حياتها الشخصية
تزوج ريتيللو من طبيبة، وهو أب لثلاثة أطفال. كان ريتيللو شغوفًا بركوب الخيل، وقد اكتشفه فيليب دي فيلييه أثناء مشاركته كفارس متطوع في عرض "سينيسينيه" في بوي دو فو.